# Supriyo Datta
Supriyo Datta é um engenheiro estadunidense nascido na Índia.
É personalidade de destaque em modelagem e entendimento de condução eletrônica em nanoescala, tem sido referenciado como "um dos mais originais pensadores no campo da eletrônica em nanoescala." É atualmente professor da Escola de Engenharia Elétrica e Computacional (ECE) da Universidade de Purdue. Recipiente do Prêmio Frederick Emmons Terman da American Society of Engineering Education em 1994, é fellow do Instituto de Engenheiros Eletricistas e Eletrônicos, do Instituto de Física e da American Physical Society. Em 2012 foi eleito membro da Academia Nacional de Engenharia dos Estados Unidos.
É atualmente diretor do Institute for Nanoelectronics and Computing (INAC) da NASA. Seus livros são amplamente usados em pesquisas e projetos no campo da nanotecnologia e eletrônica.

## Vida
Datta graduou-se em 1975 no Indian Institute of Technology em Kharagpur, Índia. Obteve depois os graus de MS e PhD na Universidade de Illinois em Urbana-Champaign, em 1977 e 1979, respectivamente.
Em 1981 foi para a Universidade de Purdue, onde é desde 1999 Thomas Duncan Distinguished Professor na Escola de Engenharia Elétrica e Computacional.

## Carreira
Desde 1985 focou suas investigações no fluxo de corrente em dispositivos eletrônicos em nanoescala, sendo reconhecido por suas contribuições à spintrônica e eletrônica molecular. A mais fundamental contribuição de Datta foi a abordagem pioneira para a descrição do transporte quântico além do equilíbrio, combinando o formalismo da função de Green não-equilibrada (non-equilibrium Green's function - NEGF) da física de muitos corpos com a condução balística da física mesoscópica.

### Publicações
- Quantum Transport: Atom to Transistor ISBN 978-0-521-63145-7
- Electronic Transport in Mesoscopic Systems: Cambridge Studies in Semiconductor Physics and Microelectronic Engineering ISBN 978-0-521-59943-6
- Quantum Phenomena:Modular Series on Solid State Devices, Vol 8 ISBN 978-0-201-07956-2
- Surface Acoustic Wave Devices ISBN 978-0-13-877911-5